# Seznam fontán v Bratislavě
Toto je velmi předběžný Seznam fontán v Bratislavě.
| Název                             | Městská část | Místní část | Namestie / ulice / objekt        | Autor (i)                                          | Rok  |
| --------------------------------- | ------------ | ----------- | -------------------------------- | -------------------------------------------------- | ---- |
| Ganymédova fontána                | Staré město  |             | Hviezdoslavovo náměstí           |                                                    |      |
| Dívka se srnkou                   | Staré město  |             | Hviezdoslavovo náměstí           |                                                    |      |
| Kachní fontána                    | Staré město  |             | Šafárikovo náměstí               | Robert Kühmayer                                    | 1914 |
| S figorou lva                     | Staré město  |             | Náměstí SNP                      |                                                    |      |
| Maximiliánova fontána (Rolandova) | Staré město  |             | Hlavní náměstí                   |                                                    |      |
| Tritón a nymfa                    | Staré město  |             | Mirbachův palác                  |                                                    |      |
| Čůrací                            | Staré město  |             | Uršulínská 6                     |                                                    |      |
| Žena se džbánem                   | Staré město  |             | Františkánské náměstí            |                                                    |      |
| Před Avion                        | Staré město  |             | Americké náměstí                 |                                                    |      |
| Akt ženy (Zuzka)                  | Staré město  |             | Karadžičova ulice                |                                                    |      |
| Družba                            | Staré město  |             | náměstí Slobody (Bratislava)     | Juraj Hovorka, Virgil Droppy, Juraj Hlavice        | 1980 |
| Marta                             | Staré město  |             | Záhradnická ulice                | Pavel Mikšík                                       |      |
| Nataša                            | Staré město  |             | Záhradnická ulice                | Pavel Mikšík                                       |      |
| Poezie (Marína)                   | Staré město  |             | Šafárikovo náměstí               | Tibor Bártfay, Lívia Móryová                       | 1959 |
| Radost ze života                  | Staré město  |             | Grassalkovičova zahrada          |                                                    |      |
| Planeta míru                      | Staré město  |             | Hodžovo náměstí                  |                                                    |      |
| Martina Benku                     | Staré město  |             | Náměstí Martina Benky            |                                                    |      |
| Palugyayova studna (pítko)        | Staré město  |             | Zelená ulice 1                   |                                                    |      |
| Pitná fontána u Červeného raka    | Staré město  |             | Michalská ulice 26 (Červený rak) |                                                    |      |
| Ryba                              | Staré město  |             | depozit                          |                                                    |      |
| Váza                              | Staré město  |             | depozit                          |                                                    |      |
| Putti s rybou II                  | Staré město  |             | Bílá ulice                       |                                                    |      |
| Pálffyovská                       | Staré město  |             | Pánská ulice 19 (Pálffyho palác) |                                                    |      |
| Ptačí fontána                     | Staré město  |             | Ventúrska ulice                  |                                                    |      |
| pítko                             | Staré město  |             | Náměstí SNP                      |                                                    |      |
| pítko                             | Staré město  |             | Hviezdoslavovo náměstí           |                                                    |      |
| Strážní budka s pitnou fontánou   | Staré město  |             | Náměstí SNP                      |                                                    |      |
| Pítko                             | Staré město  |             | Špitálska                        |                                                    |      |
| U Červeného raka (studna)         | Staré město  |             | Michalská ulice 26               |                                                    |      |
| Studna                            | Staré město  |             | Primaciální náměstí              |                                                    |      |
| Studna                            | Staré město  |             | Župné náměstí (Bratislava)       |                                                    |      |
| Fontána Poupě lípy                | Ružinov      | Pošeň       | Ulice Ivana Horvátha             | Alexander Bílkovice, Ilja Skoček                   | 1986 |
| Mária                             | Ružinov      | Pošeň       | Bachova ulice                    | Pavol Mikšík                                       | 1976 |
| Vějířovitá (Malá)                 | Ružinov      |             | Ružinovská ulice                 |                                                    |      |
| Závoje (Velká)                    | Ružinov      |             | Ružinovská ulice                 |                                                    |      |
| Fontána Vodní růže (Lopatková)    | Ružinov      | Pošeň       | Ulice Viléma Figus-Bystrého      | Vladimír Farář, Ladislav Pinkavský                 | 1972 |
| Kosmický kámen                    | Ružinov      |             | Ulice Vladimíra Clementisa       |                                                    |      |
| Uranový kámen                     | Ružinov      | Ostredky    | Uranová ulice                    |                                                    |      |
| Plastika s raketou                | Ružinov      |             | Kvačalova ulice                  |                                                    |      |
| Milenci                           | Ružinov      | Nivy        | Dulovo náměstí                   | Alexander Trizuljaka                               | 1960 |
| Fontána před Centrálou VÚB        | Ružinov      |             | Páričkova ulice                  | Pavel Mikšík                                       | 1996 |
| Mozaiková                         | Ružinov      | Trávníky    | Rezedová ulice                   |                                                    |      |
| Fontána pro Zuzanu                | Ružinov      | Nivy        | Kupeckého ulice                  |                                                    |      |
| Technická                         | Nové Město   |             | Lidové náměstí                   |                                                    |      |
| Květ                              | Nové Město   |             | Hálkova ulice (OD Šnek)          |                                                    |      |
| Soustava fontán Polus Center      | Nové Město   |             | Vajnorská ulice 100              | Martin Lettrich                                    | 2000 |
| Vlna                              | Rača         |             | Pekná cesta                      |                                                    |      |
| Pohádka (Dráček)                  | Rača         |             | Plickova ulice                   |                                                    |      |
| Kosmická                          | Rača         |             | Jurkovičova ulice                |                                                    |      |
| Rodina (Hřiby)                    | Karlova Ves  |             | Karloveská ulice                 | ing. Arch. Irina Kedrova, ing.arch. Anna Dandarová | 1980 |
| Technická                         | Karlova Ves  |             | Jurigovo náměstí                 |                                                    |      |
| Technická                         | Karlova Ves  |             | Nováckeho ulice                  |                                                    |      |
| Technická                         | Karlova Ves  |             | Borská ulice                     |                                                    |      |
| Fontána a potok                   | Karlova Ves  |             | Náměstí sv. Františka            |                                                    |      |
| Technická                         | Dúbravka     |             | Batkova ulice                    |                                                    |      |
| Plastika květu                    | Dúbravka     |             | Ožvoldíkova ulice                |                                                    |      |
| Pijící Holubice                   | Petržalka    |             | Sad Janka Kráľa                  | Ambrož Balážik                                     | 1982 |